# 平背細鯽
平背細鯽（学名：Aphyocypris dorsohorizontalis），為輻鰭魚綱鯉形目鲴科細鯽属的其中一種。分布於亞洲越南淡水流域，棲息在底中層水域，生活習性不明。

## 扩展阅读
維基物種上的相關：平背細鯽